# HMS Havock (1893)
Pour les autres navires du même nom, voir HMS Havock.
Le HMS Havock, construit en 1893 par la Royal Navy, est, avec son sister-ship de la classe Havock (en), le premier torpedo boat destroyers, ou destroyer, réellement opérationnel.

## Conception
Lors des essais officiels, le Havock atteint la vitesse de 26,78 nœuds, établissant un nouveau record mondial. Leur armement comprend un canon de 12 livres derrière un bouclier sur l'avant du bateau et trois tubes lance-torpille, deux latéraux et un d'étrave. Par la suite, ils sont modifiés par le démontage du tube central car, vu la vitesse du navire, il risquait de rattraper la torpille et par ailleurs le navire s'en trouve allégé. Grâce à 57 tonnes de charbon, à rapprocher de ses 240 tonnes de déplacement, les Havock étaient remarquablement endurants pour des navires de leur taille, leur permettant ainsi de suivre une flotte dans ses déplacements.

## Histoire
Le Havock passa toute sa carrière dans la Home Fleet dans les îles Britanniques.